# René Wagner (football)
Pour les articles homonymes, voir René Wagner et Wagner.
René Wagner (né le 31 octobre 1972 à Brno en Tchécoslovaquie) est un entraîneur et ancien footballeur international tchèque.